# Потудань (річка)
Потудань (рос. Потудань) — річка у Білгородській та Воронезькій областях Росії, права притока Дону. Протікає по території Старооскольського, Реп'євського та Острогозького районів. Раніше починалася з озера поруч з селом Потудань, яке наразі поглинено створеним ставком.
Верхня частина річки до впадання в неї річки Кам'янка носить назву Борова Потудань. Загальний напрямок течії — із заходу на схід. Долина річки слабо звивиста. У басейні Потудані 8 річок і 21 струмок. Найбільша притока — річка Суха.